# کارلوس آلبارس-نووآ
کارلوس آلبارس-نووآ (اسپانیایی: Carlos Álvarez-Nóvoa‎؛ ‏ ۱۹۴۰ – ۲۳ سپتامبر ۲۰۱۵) نویسنده، کارگردان فیلم و بازیگر اهل اسپانیا بود.
از فیلم‌ها یا برنامه‌های تلویزیونی که وی در آن نقش داشته‌است، می‌توان به شراب کهنه، عروس و کارلوس، پادشاه امپراتور اشاره کرد.
وی همچنین برندهٔ جوایزی همچون جایزه گویا شده‌است.